# Millotsaphanidius sublaevicollis
Millotsaphanidius sublaevicollis är en skalbaggsart som först beskrevs av Pierre Lepesme och Stefan von Breuning 1955.  Millotsaphanidius sublaevicollis ingår i släktet Millotsaphanidius och familjen långhorningar. Inga underarter finns listade i Catalogue of Life.